# 戴利奧·達巴
戴利奧·達巴（Dario Dabac，1978年5月23日—），是克羅地亞的足球運動員，司職後衛。